# Anwar as-Sadat

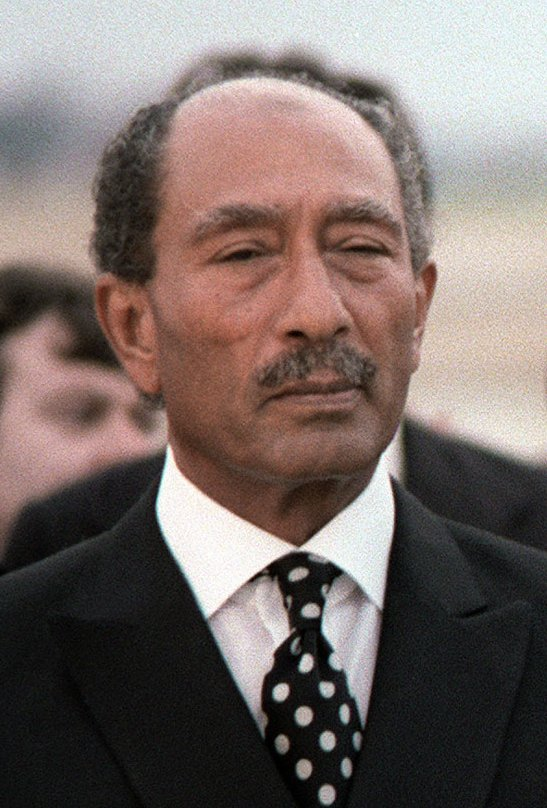
Anwar as-Sadat (1980)

Anwar as-Sadat, auch Anwar el Sadat, ägyptisch-arabisch Mohamed Anwar el-Sadat (arabisch محمد أنور السادات, DMG Muḥammad Anwar as-Sādāt; * 25. Dezember 1918 in Mit Abu el-Kum, Gouvernement al-Minufiyya; † 6. Oktober 1981 in Kairo), war ein ägyptischer Staatsmann. Von 1970 bis 1981 bekleidete er das Amt des Staatspräsidenten.
Mit Gamal Abdel Nasser und anderen war er Mitbegründer des Geheimbunds der Freien Offiziere, seit dem Staatsstreich 1952 bekleidete er hohe Ämter. Als Nasser 1970 starb, wurde er sein Nachfolger als Staatspräsident. Sadat führte Ägypten zwar in den Jom-Kippur-Krieg 1973, löste in der Folge jedoch das Land aus der engen Bindung an die Sowjetunion und schloss 1979 einen Friedensvertrag mit Israel. Für seine Bemühungen im Friedensprozess mit Israel erhielt er zusammen mit Menachem Begin 1978 den Friedensnobelpreis. Er fiel 1981 einem Attentat von Gegnern seiner Politik zum Opfer.

## Leben

### Kindheit und Jugend
Anwar Sadat wurde unter dem Familiennamen Sadati geboren. Er war sehr mit seiner Heimat und seinem Heimatdorf, Mīt Abu 'l-Kūm (ميت أبو الكوم) im Nildelta, verbunden, was auch daran zu erkennen ist, dass er die gesamten Erlöse seiner Biographie sowie das Preisgeld seines Nobelpreises dem Dorf schenkte, aus dem er stammte. Sadat war stets stolz auf seine ländliche Herkunft und betonte, dass er ursprünglich ein Fellache, also ein Bauer sei.
Sadat wuchs mit seinen 13 Geschwistern in Mit Abu 'l Kum bei seiner Großmutter auf, während sein Vater, Muhammad Muhammad al-Sadati, mit seiner zweiten Frau Chairallah im Sudan lebte, wo er bei einem britischen Sanitätstrupp als Dolmetscher arbeitete. Sadat erlebte in seiner Kindheit Krankheit, Armut und Analphabetismus. Diese frühen Eindrücke spiegelten sich in seiner späteren Sozialpolitik wider, in der er sich für Armenfürsorge, ein gutes Gesundheitssystem und Bildung für alle einsetzte. 1924 bezog er mit seinem Vater eine Wohnung im Kairoer Vorort Kubri el-Kubba.
Die folgenden Jahre als Heranwachsender in Kairo waren für Sadat geprägt von der Suche nach sich selbst. Nachdem sich Sadat kurze Zeit für die Schauspielerei interessiert hatte und sich auch für Rollen bewarb, entschied er sich schließlich doch für den Eintritt in die Armee, die zu dieser Zeit ein hohes Ansehen genoss. Mit einigen Schwierigkeiten schaffte er es, in die Militärakademie aufgenommen zu werden, die er nach einem neunmonatigen Kurzlehrgang im Februar 1938 als Leutnant der Infanterie verließ.

### Widerstand
Nach seiner Entlassung von der Militärakademie heiratete er 1940 Iqbāl Māḍī (إقبال ماضي), die Tochter des Ortsvorstehers seines Heimatdorfes Mīt Abu 'l-Kūm, mit der er zwei Kinder, Rudayyah Sadat und Camila Sadat hatte. Er wurde dann in den Kairoer Vorort Maadi zu einer Fernmeldeeinheit versetzt, wo sein politisches Interesse zu keimen begann. Dies bedeutete vor allem, dass die Frustration über den Status Ägyptens als Quasi-Vasallenstaat Großbritanniens in ihm wuchs. Er fand es empörend, dass Ägypten von einer Monarchie abhängig war, die nicht ägyptisch war, und dass die ägyptischen Politiker die britische Herrschaft in Ägypten tolerierten und sogar legitimierten.
Sadat war zu der Überzeugung gekommen, dass Ägypten nur durch Gewalt sowohl von den Engländern als auch von der herrschenden korrupten Regierung jener Zeit befreit werden könne. Dazu wollte er eine Organisation innerhalb der Streitkräfte bilden, um die Revolution auszuführen. Während seiner Stationierung im oberägyptischen Manqabad (Sudan) fand er einige Gleichgesinnte. Zu dieser Zeit begegnete er auch erstmals Gamal Abdel Nasser. 1939 gründeten sie dann die erste geheime Organisation von Militärs, die sich The Free Officers (Freie Offiziere) nannte und von Nasser geleitet wurde.
Im Februar 1941 griff auch der Zweite Weltkrieg auf Nordafrika über und machte Ägypten zum Kriegsschauplatz. Die Sympathien der Ägypter lagen dabei auf Seiten der Deutschen, die die verhassten Briten bekämpften und mit denen man keine schlechten Erfahrungen gemacht hatte. Die Erfolge, die General Rommel anfangs in Nordafrika verbuchen konnte, wurden bewundert.
Auch Sadat, der im Sommer 1941 nach Marsa Matruh versetzt wurde, war von diesem Mann fasziniert. Doch bei ihm blieb es nicht bei der bloßen Bewunderung für den Feind seines Feindes, sondern er schmiedete heimlich Pläne, wie man sich die Deutschen nützlich machen könnte. Er geriet in Kontakt mit einem Geheimbund innerhalb der ägyptischen Luftwaffe, dessen Ziel es war, Kontakt mit den Deutschen aufzunehmen und mit deren Hilfe die Briten zu vertreiben. Sadat wurde Mitglied dieser Truppe, und es kam tatsächlich zu einem Verschwörungsversuch mit zwei deutschen Spionen. Sadat sollte diesen dabei behilflich sein, einen Sender bei den Briten einzuschleusen. Das Komplott flog auf, und Sadat wurde von der britischen Sicherheitspolizei verhaftet. Er wurde zunächst ins Ausländergefängnis in Kairo gebracht und dann Ende 1942 in ein Gefängnis im 260 Kilometer südlich gelegenen Minieh verlegt.
Im Oktober 1944 gelang es Sadat, aus einem Militärhospital zu fliehen, nachdem er zwei Jahre in verschiedenen Gefängnissen verbracht hatte. Fortan musste er als Flüchtling im Untergrund leben. Die Jahre der Inhaftierung waren nicht spurlos an Sadat vorübergegangen. Im Gefängnis hatte er viel Zeit, sich auf sich selbst zu besinnen. Obwohl er nun von seiner Gruppe isoliert war, hörte er nicht auf, sich als Teil dieser Gemeinschaft zu fühlen und weiter für das Ziel der Revolution zu arbeiten.
Nach seiner Flucht – der Krieg war beendet – wurde Sadat zum politischen Kämpfer, als Ziel immer noch die Beseitigung der Briten vor Augen. Er verstrickte sich in verschiedene Mordkomplotte gegen die ägyptische Führungsriege, die mit der britischen Besatzungsmacht zusammenarbeitete. Das erste Ziel der Verschwörer war Mustafa an-Nahhas Pascha, der Führer der Wafd-Regierung, die mit Hilfe eines britischen Ultimatums 1942 installiert worden war. Als ein Attentat auf ihn scheiterte, wurde Amin Osman, ebenfalls ein Mitglied der Regierung Nahhas, zur nächsten Zielscheibe. Diesmal gelang der Anschlag: Osman wurde am 6. Januar 1946 erschossen. Sadat und seine Komplizen wurden festgenommen.
Zwei Jahre wartete Sadat auf seinen Prozess, der ab Januar 1948 stattfand und 84 Sitzungen beanspruchte. Kritiker bezeichnen ihn als Farce. Der Vorsitzende Richter des Kollegiums, das schließlich elf der Angeklagten einschließlich Sadats freisprach, erhielt später aus seinen Händen die höchste ägyptische Auszeichnung, die Nil-Kette.
1949 heiratete er Jehan Sadat, geborene Safwat Raouf. Das Paar bekam drei Töchter und zwei Söhne.

### Aufstieg

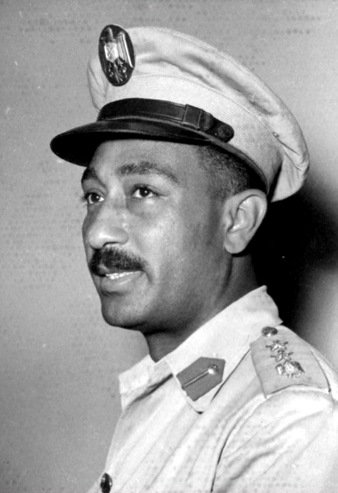
Sadat im Jahr 1953

Nach der Revolution von 1952 ging König Faruq I. am 26. Juli ins Exil. Am 18. Juni 1953 wurde die Republik Ägypten ausgerufen und fortan hatte der Revolutionäre Kommandorat, wie sich der Führungsrat der Freioffiziere nun nannte, das Sagen. Nach einigen internen Debatten wurde Ägypten im März 1953 zur Republik erklärt. Muhammad Nagib wurde zum ersten Präsidenten ernannt und viele Mitglieder des revolutionären Kommandorats wurden zu Ministern; Nasser bekleidete den Posten des Innenministers. Sadat übte von 1954 bis 1956 das Amt des Informationsministers aus und war Herausgeber der Zeitschriften Al Jumhuriya und Al Tahrir. Ab 1957 war Sadat Vizevorsitzender und ab 1960 Vorsitzender der Nationalversammlung, was er bis zum Jahr 1968 blieb. Zwischenzeitlich existierte vorübergehend die Vereinigte Arabische Republik. In den Jahren 1964 bis 1966 und 1969 bis 1970 war Sadat Vizepräsident von Ägypten.

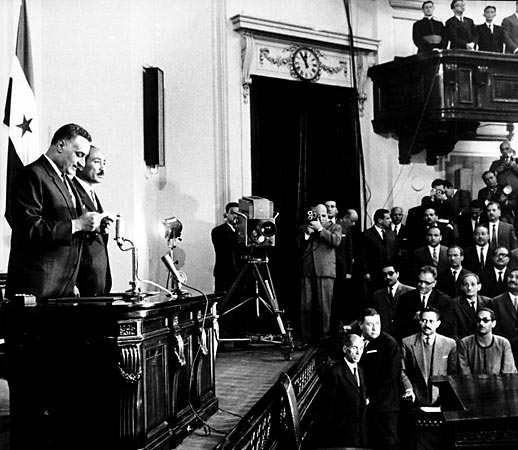
Nasser und Parlamentspräsident Sadat bei ihrer Vereidigung 1965

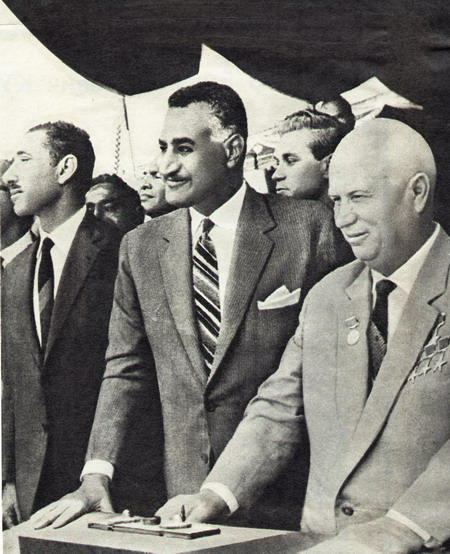
Nasser und Chruschtschow leiten 1964 mit Vizepräsident Sadat die Füllung des Assuan-Stausees ein

 Der Sechstagekrieg von 1967 brachte den arabischen Staaten und damit auch Ägypten eine empfindliche Niederlage. Nach dem Suizid des Verteidigungsministers Abd al-Hakim Amr blieben von dem Revolutionären Kommandorat neben Nasser nur noch Hussein Shafei, Zakarah Muhi ad-Din und Anwar as-Sadat übrig. Nasser arbeitete am Wiederaufbau der Armee und des Landes. Mit Nassers Tod am 28. September 1970 übernahm Sadat als Vizepräsident das Präsidentenamt – wie von der Verfassung vorgesehen – kommissarisch. Hernach gab es eine Übergangszeit von 60 Tagen. Am 15. Oktober 1970 wurde Sadat durch ein Referendum als neuer Präsident Ägyptens bestätigt.

### Der lange Weg zum Frieden

#### Die gescheiterte Friedensinitiative von 1971
Anwar Sadat stand zu Beginn seiner Amtszeit vor großen Herausforderungen. Der Sechs-Tage-Krieg von 1967 hatte in Ägypten und in der gesamten arabischen Welt ein Trauma hinterlassen.
Sadat setzte sich 1971 in einem innenpolitischen Machtkampf durch. Große Differenzen gab es vor allem mit der pro-sowjetischen Gruppe um Ali Sabri, die alles daransetzte, Sadats Macht zu beschneiden. Doch dieser zeigte schnell, dass er mit der Macht umzugehen wusste: Er besetzte alle wichtigen Positionen in Regierung, Kabinett und Massenmedien mit loyalen Unterstützern.
Sadats erster und unerwarteter außenpolitischer Schritt war das Verkünden einer Friedensinitiative am 4. Februar 1971, also nur vier Monate nach seiner Machtübernahme. Er hatte das Jahr 1971 als Jahr der Entscheidung proklamiert, das er nicht verstreichen lassen wollte, ohne einen Fortschritt im Streit mit Israel errungen zu haben. Der Inhalt seines Friedensplans war folgender: Israel sollte sich aus dem Sinai bis zu den Pässen zurückziehen; im Gegenzug würde Ägypten den Sueskanal wiedereröffnen. Im Anschluss sollte ein Waffenstillstandsabkommen unterzeichnet werden, Ägypten würde die diplomatischen Beziehungen zu den USA wiederherstellen, und schließlich sollte mit Hilfe des UN-Sondergesandten für den Nahen Osten, Gunnar Jarring, ein Friedensvertrag mit Israel geschlossen werden.
Die 1971 von Sadat verkündete Friedensinitiative hatte bei weitem nicht die Wirkung wie sein Vorstoß sechs Jahre später. Es schien, dass die Zeit für eine solche Initiative noch nicht reif war, und es bestanden ernsthafte Zweifel an der Glaubwürdigkeit Sadats, der nur durch fehlende militärische Mittel an einer Fortsetzung des Abnutzungskriegs mit Israel gehindert worden war. Die erste offizielle Reaktion aus Israel kam von Premierministerin Golda Meir in einem NBC Interview vom 6. Februar 1971. Eine detailliertere und vorsichtigere Reaktion der Premierministerin gab es am 9. Februar nach einer langen Debatte in der Knesset. Ihr seien die Äußerungen Sadats „viel zu vage“, sagte sie, und sie sehe in ihnen die „Wiederholung üblicher Phrasen“.
Die erste größere außenpolitische Tat Sadats war die Unterzeichnung eines Freundschafts- und Bündnisvertrags mit der Sowjetunion am 27. Mai 1971. Dies verwirrte nicht zuletzt die Amerikaner, denn es war ihnen unverständlich, warum Sadat zuerst die ägyptischen pro-sowjetischen Regierungsmitglieder beseitigt hatte und anschließend einen solchen Vertrag unterzeichnete. Sadat gelang es trotz stärkster Überwachung durch die Geheimdienste der UdSSR, der USA und Saudi-Arabiens, seine außenpolitischen Motive zu verbergen. Insgeheim hatte er sich aber wohl schon längst dazu entschieden, was er am 8. Juli 1972 in die Tat umsetzte: die Ausweisung aller sowjetischen Experten. Anlass für diesen drastischen Schritt war das erneute Ausbleiben sowjetischer Waffenlieferungen. Sadat verfügte, dass alle Experten (ca. 15.000) Ägypten binnen einer Woche verlassen sollten und sämtliche Ausrüstung, darunter vier MiG-25-Flugzeuge, in die UdSSR zurückgebracht werden sollten.

#### Der Jom-Kippur-Krieg 1973 und die Folgen
Sadat hatte schon länger an dem 1972 vollzogenen Kurswechsel in der ägyptischen Außenpolitik gearbeitet. Vor allem durch die Saudis waren ihm Andeutungen zugespielt worden, die USA könnten ihm bei der Rückgewinnung der besetzten Gebiete behilflich sein. Sadat begann, einen „begrenzten“ Krieg zu planen mit einer doppelten Zielsetzung: die Ehre der ägyptischen Armee, die sie in der Schmach von 1967 eingebüßt hatte, durch eine Revanche an Israel zurückzugewinnen und die Supermächte – insbesondere die USA – zu alarmieren, um sie zum Eingreifen in den Friedensprozess zu bewegen.
Die Folge dieser Politik war der Jom-Kippur-Krieg. Er wurde sorgfältig in Abstimmung mit Syrien vorbereitet und begann am 6. Oktober 1973 mit einem Überraschungsangriff. Schon kurz vor und während des Krieges begann sich eine entscheidende Entwicklung abzuzeichnen: Henry Kissinger engagierte sich in der Sache, der Außenminister erst unter US-Präsident Nixon und dann unter dessen Nachfolger Ford. Kissinger kontaktierte Sadat bereits vier Tage nach Kriegsbeginn, um ihm mitzuteilen, dass durch einen Waffenstillstand eine gute Chance auf eine befriedigende Lösung für beide Kriegsparteien bestünde. Diese Initiative und eine zwei Tage später durch den britischen Premierminister Edward Heath angeregte Initiative mit demselben Ziel lehnte Sadat, der unter dem Eindruck der ägyptischen Anfangserfolge stand, ab. Dies und die Eröffnung der zweiten ägyptischen Angriffswelle am 14. Oktober veranlassten Washington zur Freigabe der Waffenluftbrücke nach Israel. Letztlich aber führten der Druck der Supermächte USA und UdSSR sowie der Einschluss seiner 3. Armee am Sinai dazu, dass der ägyptische Staatspräsident in einen Waffenstillstand auf der Grundlage der UN-Resolutionen 242 und 338 einwilligen musste. Dasselbe tat Israel, worauf am 24. Oktober das Feuer eingestellt wurde.
Im November 1973 stimmte Sadat einem Sechs-Punkte-Plan von Golda Meir zu. Sie vereinbarten Gespräche Ägyptens und Israels, um zu den Frontlinien vom 22. Oktober zurückzukehren. Diese Verhandlungen wurden unter Aufsicht der Vereinten Nationen geführt, zogen sich aber lange hin. Im Januar 1974 wurde das erste Abkommen zur Truppenentflechtung zwischen Ägypten und Israel unterzeichnet.
Das Verhältnis zu den USA begann sich trotz der Vorbehalte auf beiden Seiten zu intensivieren. Washington verfolgte als Reaktion auf den Oktoberkrieg und auf das arabische Ölembargo eine Umarmungstaktik gegenüber den arabischen Frontstaaten, vor allem Ägypten, die eine Revision der bisherigen Prämissen bedeutete. Diese neue Außenpolitik fand symbolisch ihren Ausdruck in Nixons Kairo-Besuch im Juni 1974. Mit der Wiederaufnahme der diplomatischen Beziehungen und dem demonstrativen Abschluss eines Wirtschaftsabkommens war die amerikanische Bereitschaft, Ägypten und Syrien nunmehr scheinbar gleichrangig neben Israel zu behandeln, kundgetan. Die Nixon- bzw. Ford-Regierung machte allmählich ihre Ankündigung wahr und räumte der Nahost- und Ölpolitik nach dem Abschluss des Vietnam-Abkommens 1973 Priorität ein.
Im Gegensatz zu diesen Interessen der USA, die auch eine starke wirtschaftliche Motivation beinhalteten, standen die Forderungen der arabischen Staaten: Rückzug der israelischen Truppen aus den 1967 besetzten Gebieten, Wiederherstellung der nationalen Rechte der Palästinenser und ein Ende der Siedlungspolitik. Der wichtigste Faktor in der Strategie Sadats war die Zurückgewinnung des besetzten Landes.

Gerald Ford mit Sadat in Salzburg, 1975

Der Nixon-Besuch 1974 weckte in Sadat neue Hoffnungen. Sadat machte deutlich, dass sich Ägypten seine verlorenen Territorien zurückholen werde, ob mit Gewalt oder ohne. Kissinger überzeugte Sadat schließlich davon, dass ein schrittweises Vorgehen einem umfassenden Friedensvertrag vorzuziehen sei. Am 1. September wurde ein zweites Truppenentflechtungsabkommen unterzeichnet.

#### Von der Sadat-Initiative bis Camp David

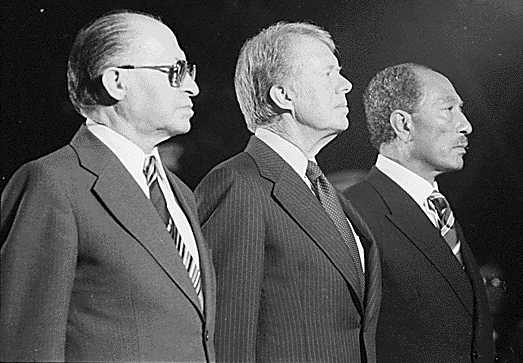
Menachem Begin, Jimmy Carter und Anwar as-Sadat in Camp David

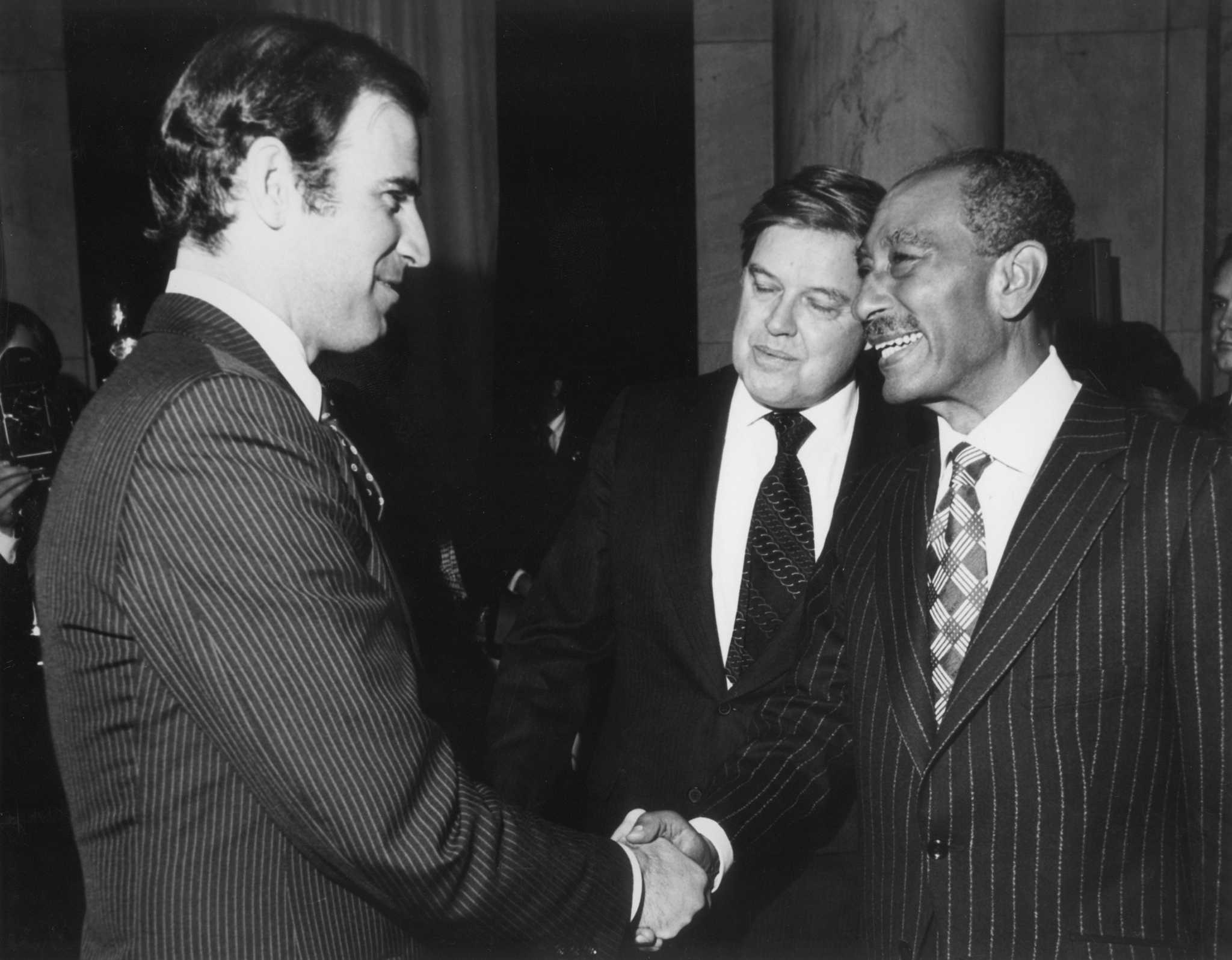
Anwar as-Sadat mit den amerikanischen Senatoren Joe Biden (links) und Frank Church 1979

Die Einsetzung der neuen US-Regierung unter Carter (1977) markierte den Beginn eines Versuchs, die Konfliktparteien und Streitpunkte umfassender anzusprechen. Während des Wahlkampfes 1976 hatte Carter eine ehrgeizigere Strategie gefordert, die zur Herstellung diplomatischer Beziehungen zwischen Israel und den arabischen Staaten führen sollte. Die neue US-Strategie schien jedoch noch nicht aufzugehen. Sie rückte zwar von einer für die arabischen Staaten wenig hoffnungsvollen eindimensionalen Nahostpolitik ab, doch wurde die einseitige Parteinahme für Israel in allen strittigen Fragen beibehalten. Dies äußerte sich in einer Fortführung der US-Vetopolitik im UN-Sicherheitsrat, wo man 1976 und 1977 gegen eine überwältigende Mehrheit Resolutionen blockierte, die einen vollständigen Rückzug Israels ultimativ forderten sowie den Palästinensern Rechte auf Selbstbestimmung zugestanden.
Sadat entschloss sich, selbst vor die Knesset zu treten, um den Repräsentanten des israelischen Volkes klarzumachen, dass es an ihnen liege, zu entscheiden, ob sie wirklich den Frieden wollten. Hierüber beriet er sich im Vorfeld seiner Entscheidung in mehreren ausführlichen Telefongesprächen mit den deutschen Bundeskanzler und Freund Helmut Schmidt. So kam es zu jener Rede anlässlich der ägyptischen Parlamentseröffnung am 9. November 1977, in der Sadat sagte: „Ich bin bereit, bis ans Ende der Welt zu gehen, wenn das verhindert, das auch nur ein einziger Soldat, ein einziger Offizier, unter meinen Söhnen getötet oder auch nur verletzt wird. Ich wiederhole es, ich bin bereit ans Ende der Welt zu gehen. Die Israelis werden nicht glauben was ich euch jetzt sage, ich bin bereit zu ihnen zu gehen, selbst bis in die Knesset“.
Kaum jemand nahm das ernst, aber als der israelische Ministerpräsident Menachem Begin Sadat einlud, sagte dieser zu. Die Reaktionen seitens der arabischen Staaten waren verheerend. Syrien, Irak, Libyen und Algerien brachen die diplomatischen Beziehungen mit Ägypten ab, die PLO verurteilte die Initiative energisch. Sadat hatte gehofft, dass die arabischen Staaten an den Verhandlungen teilnehmen würden, und glaubte auch weiterhin, dass ein ägyptisch-israelischer Friede eine Art Domino-Effekt auf die Region haben könnte. Sadats Hauptinteresse galt der Rückgewinnung des Sinai.
Am 18. November um 20 Uhr begann der spektakuläre Israel-Besuch Sadats mit seiner Landung auf dem Flughafen Ben Gurion bei Tel Aviv in Begleitung von Boutros Boutros-Ghali. Begin und Staatspräsident Ephraim Katzir begrüßten Sadat mit militärischen Ehren. Er besuchte Yad Vashem, verweigerte aber das Tragen der angebotenen Kippa. Am Sonntag, 20. November, war Aid al-Adha. Sadat betete in der al-Aqsa-Moschee und hörte eine leidenschaftlich propalästinensische Predigt und wütende Zurufe aus der Menge. Zudem traf er Amba Basiliys, den Erzbischof der Kopten. Am Sonntagnachmittag sprach er in der Knesset.
In der Knesset berief sich Sadat auf das geteilte religiöse Erbe von Muslimen und Juden und forderte einen Weg der Toleranz in der Tradition von König Saladin zu beschreiten. Er sei nicht nach Israel gekommen, um ein Separat-Abkommen mit Israel zu schließen, denn ein solches könne nicht zu einem dauerhaften Frieden in der Region führen. Dazu sei eine Lösung des Palästinenserproblems nötig, und er wolle dieses Problem nicht verschieben, sondern jetzt eine umfassende Lösung herbeiführen. Als Grundlage für einen Frieden nannte er den vollständigen israelischen Abzug aus den besetzten Gebieten einschließlich Ost-Jerusalems, die Anerkennung eines Palästinenserstaates inklusive dessen international anerkannter und sicherer Grenzen, die Begründung bilateraler Beziehungen auf Prinzipien der Charta der Vereinten Nationen; in der Summe also Gewaltverzicht im Interesse der Lösung von Meinungsverschiedenheiten und die Beendigung des Kriegszustandes im Nahen Osten. Er sagte am nächsten Tag, „der arabische Boden ist heilig.“
Diplomaten beider Seiten zeigten sich enttäuscht. Sadat wurde bei seiner Rückkehr nach Kairo als Sieger der Begegnung gefeiert. Es dauerte fast ein ganzes Jahr, bis sich Sadat und Begin nach zähen Verhandlungen – und durch das Eingreifen Jimmy Carters bewegt – zu Friedensgesprächen nach Camp David zurückzogen. Nach 13 harten Verhandlungstagen wurde ein Friedensabkommen mit historischem Stellenwert vereinbart, denn es war das erste zwischen einem arabischen Staat und Israel überhaupt. Schnell hatte sich jedoch gezeigt, dass die Vorstellungen, die Sadat in seiner Knesset-Rede der Weltöffentlichkeit präsentiert hatte, illusorisch und nicht wirklich umsetzbar waren: Zu einem umfassenden Frieden, den es ja bis heute noch nicht gibt, war die Zeit lange nicht reif. Die übrigen arabischen Staaten reagierten verletzt, fühlten sich verraten und waren zu keinen weiteren Verhandlungen bereit. Letztlich war auch Israel zu keinen größeren Zugeständnissen bereit. Sadat konnte allerdings den Sinai für Ägypten zurückgewinnen, was die arabische Moral stärkte und den Mythos von Israels Unbesiegbarkeit zunichtemachte. 1978 erhielten Begin und Sadat für ihren Einsatz für den Frieden den Friedensnobelpreis. Altbundeskanzler Helmut Schmidt bezeichnete Sadat als einen Freund und integeren Menschen mit Weitblick.
In der arabischen und islamischen Welt geriet Ägypten durch den Separatfrieden jedoch in die Isolation. Außer Sudan (das eine wirtschaftliche, politische und militärische Integration mit Ägypten anstrebte), Somalia und Oman brachen alle arabischen Staaten ihre Beziehungen zu Ägypten ab, Ägyptens Mitgliedschaft sowohl in der Arabischen Liga als auch in der Organisation für Islamische Zusammenarbeit wurde 1979 suspendiert und die Liga verlegte ihr Hauptquartier von Kairo nach Tunis. Vergeblich versuchte Sadat 1980, mit nichtarabischen islamischen, vor allem afrikanischen Staaten eine Gegenorganisation, die Liga der arabischen und islamischen Völker, aufzubauen.

### Islam und Staat unter as-Sadat
As-Sadat wandte sich während seiner Präsidentschaft völlig vom sozialistischen und panarabisch-nationalistischen Kurs seines Vorgängers Nasser ab und leitete eine „Reislamisierung“ der Gesellschaft ein. Schon kurz nach seinem Machtantritt amnestierte er die unter Nassers Herrschaft inhaftierten Muslimbrüder. Sadat suchte offenbar ein gutes Verhältnis zu diesen Gruppen, um sie als Verbündete im Kampf gegen linke Gruppierungen zu gewinnen. Auf ihre Forderungen eingehend, sorgte er dafür, dass in der neuen Verfassung von September 1971 die „Prinzipien der islamischen Scharia als eine Hauptquelle der Gesetzgebung“ (Art. 2) verankert wurden.
Auch nach außen hin gab er sich als betont frommer Muslim. Indem er plötzlich seinen zweiten Vornamen Muhammad betonte, unterstrich Sadat seinen Anspruch, ein „gläubiger Präsident“ (raʾīs muʾmin) zu sein. 1971 begann er bei den Feierlichkeiten anlässlich des Prophetengeburtstags öffentliche Ansprachen zu halten.
Im März 1973 berief er ʿAbd al-Halīm Mahmūd, einen dezidierten Befürworter der Anwendung der Scharia, zum Scheich der Azhar.
Im Dezember 1976 forderte Sadat in einer Regierungserklärung, dass der Islam auch die Basis der staatlichen Erziehung werden müsse. Auf seine direkte Anweisung hin wurde mit Beginn des Schuljahres 1977/78 der Religionsunterricht an den Schulen in den Rang eines obligatorischen Haupt- und Prüfungsfaches erhoben. Islam als Kultur und Wertesystem sollte ein Fundament für den moralischen Aufbau eines neuen Ägyptens sein. 1980 wurde Art. 2 der Verfassung erneut geändert und die Scharia zu der Hauptquelle der Gesetzgebung erklärt. Die Muslimbrüder hatten insgesamt unter Sadat relativ große Bewegungsfreiheit. 1976 wurde ihr Zentralorgan ad-Daʿwa wieder zugelassen.
Als nach dem Beginn des Friedensprozesses mit Israel die Kritik an ihm aus islamischen Kreisen stärker wurde, versuchte er den Einfluss religiöser Autoritäten einzudämmen. So benutzte er zwischen 1979 und 1980 in öffentlichen Reden häufig die Formel: „Keine Politik in der Religion, und keine Religion in der Politik.“ Nach Unterzeichnung des Camp-David-Abkommens im März 1979 unternahm er eine Reise durch die ägyptische Provinz, auf der er die islamistischen Gruppen und Muslimbrüder heftig kritisierte.
1981 ließ Sadat Artikel 201 des ägyptischen Strafgesetzbuches in der Weise abändern, dass Geistliche, die sich in Ausübung ihres Amtes oder bei einer öffentlichen Versammlung über die Regierung, ein Gesetz, Dekret oder Handlungen der öffentlichen Verwaltung ausfallend äußern, mit einer Haftstrafe von zwei Monaten belegt werden können.

### Ermordung

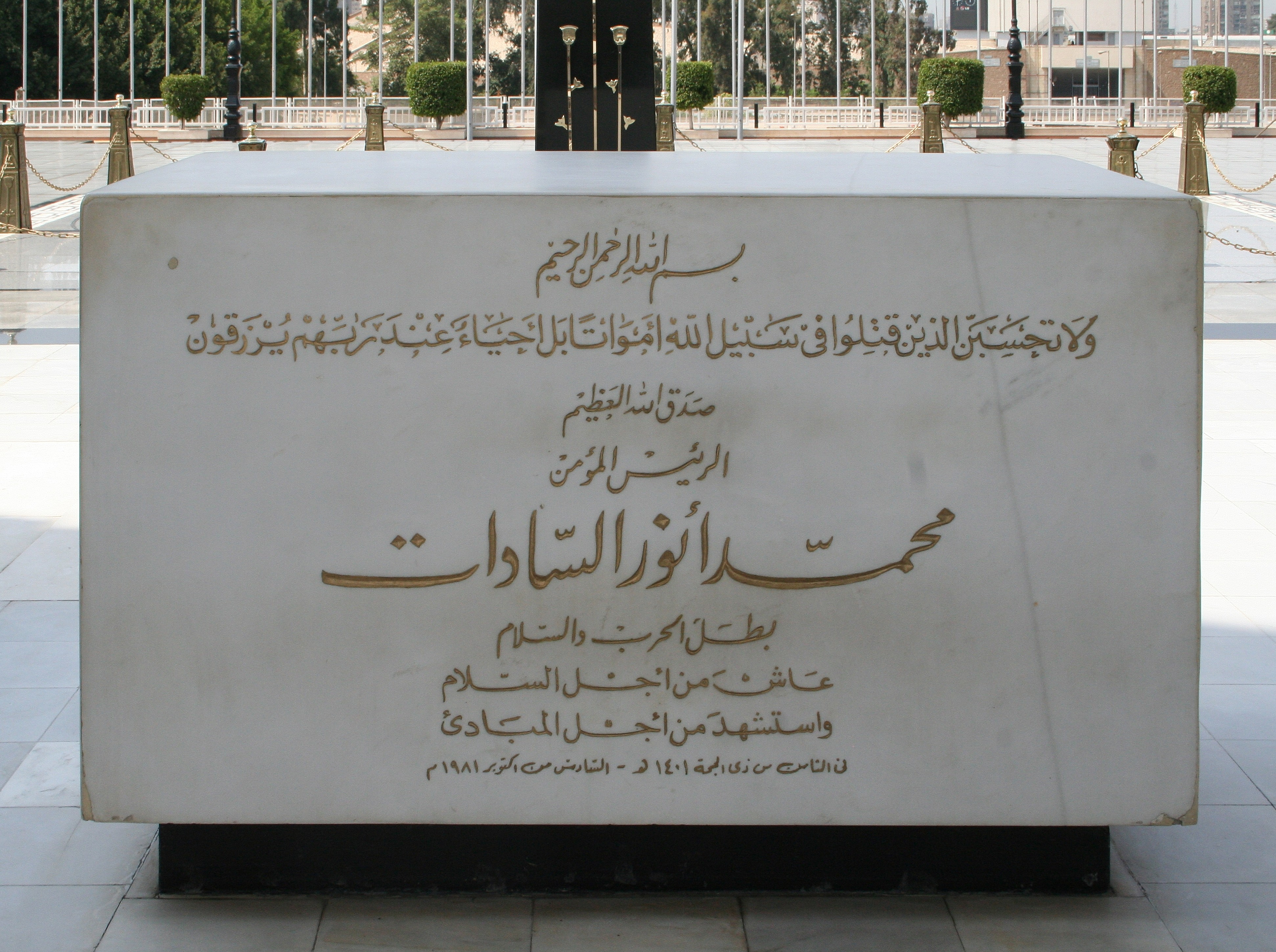
Grab des unbekannten Soldaten und Grab von Anwar as Sadat in Nasr City, Kairo

Im Sommer 1981 fanden in Kairo Pogrome statt, bei denen Kopten von Islamisten ermordet wurden. Sadat ließ daraufhin landesweit 1536 Oppositionelle verhaften, vorwiegend Muslimbrüder. Als der Leutnant Chalid Islambuli am 3. September von der Verhaftung eines Bruders erfuhr, geriet er außer sich. Er wandte sich an Faradsch, den Führer der Gruppe Al-Dschihad und schlug ihm vor, Sadat bei der für den 6. Oktober anstehenden Militärparade zu töten. Die Parade sollte an die Überquerung des Sueskanals zu Beginn des Jom-Kippur-Krieges erinnern. Er selbst war zu dieser Parade als Kommandant eines Lastwagens eingeteilt worden.
Islambuli beurlaubte drei Untergebene, ersetzte sie durch eingeschleuste Komplizen und besorgte Sturmgewehre, Munition und Handgranaten, die die Gruppe in ihrem Fahrzeug unbemerkt mit sich führte. Hierbei kam ihnen zugute, dass das Tragen geladener Waffen während der Parade zwar verboten war, Offiziere aber diesbezüglich nicht kontrolliert wurden. Vor der Tribüne Sadats hielt Islambuli das Fahrzeug an, er und seine Komplizen sprangen heraus und griffen die Tribüne mit Handgranaten und Gewehren an. Sadat wurde von 37 Kugeln getroffen und starb zusammen mit sieben seiner Gäste. Der neben Sadat stehende Vizepräsident Husni Mubarak wurde verletzt. Das Attentat geschah vor den laufenden Kameras des Fernsehens, in deren Richtung der Anführer der Attentäter rief: „Ich habe den Pharao getötet!“
In Vorbereitung des Attentats hatten sich am 26. September in Saft al Laban, einem Kairoer Elendsviertel, die Führer von Gruppen aus Kairo und Mittelägypten getroffen, deren Ziel ein anschließender Volksaufstand war. Während in Kairo nur eine Bombe explodierte, gingen am 8. Oktober Aufständische in Assiut zum Angriff über, um die Volksrevolution auszulösen. Da dies der erste Tag des Opferfestes war, einer Reihe von Feiertagen, die traditionsgemäß zu Hause in der Familie verbracht werden, gelang der überraschende Schlag gegen das Hauptquartier der Sicherheitspolizei, das nur von einem Bereitschaftsdienst unter Führung eines christlichen Offiziers besetzt war. Dieser wurde enthauptet, die Schawisch-s, einfache Polizisten, wurden ebenfalls getötet. Da die mittelägyptische Polizei die Stadt nicht unter ihre Kontrolle bringen konnte, zerschlugen am übernächsten Tag aus Kairo eingeflogene Fallschirmjäger die Rebellion. Die erhoffte islamische Volksrevolution blieb aus, Nachfolger Sadats wurde sein Stellvertreter Mubarak.
Den Trauerzug am Tag der Beisetzung begleiteten zahlreiche westliche Politiker, so die ehemaligen Präsidenten der Vereinigten Staaten Jimmy Carter, Richard Nixon und Gerald Ford, Prinz Charles von Großbritannien, der deutsche Bundeskanzler Helmut Schmidt, der damalige Präsident Frankreichs, François Mitterrand, sowie politische Führer aus der Sowjetunion und Afrika. Außer dem Präsidenten des Sudan, Numeiri, und dem Präsidenten Somalias, Siad Barre, war kein arabischer Führer gekommen, um Sadat die letzte Ehre zu erweisen. In Libyen und im Südlibanon wurde sein Tod sogar gefeiert. In der iranischen Hauptstadt Teheran wurde eine Straße nach dem Mörder Sadats benannt, die jedoch 2001 in Intifada-Straße umbenannt wurde, um die iranisch-ägyptischen Beziehungen zu verbessern.
Nach Massenverhaftungen von Islamisten wurden die meisten nach und nach freigelassen. Nur die gefassten Al-Dschihad-Mitglieder wurden in zwei Prozessen abgeurteilt. Im ersten Prozess wurden fünf der 24 Angeklagten zum Tode verurteilt, die vier Attentäter und der Führer der Kairoer Gruppe, der Chefideologe Faradsch, wurden am 15. April 1982 hingerichtet. Im zweiten Prozess standen 302 Personen unter Anklage. Die in den Prozessprotokollen festgehaltenen Aussagen der Attentäter spiegeln ihren Stolz über den Anschlag wider; sie sind daher ein wertvolles Zeugnis über die Denkweise und Einstellung einer islamistischen Terrorgruppe.

## Ehrungen
- 1978: Friedensnobelpreis gemeinsam mit Menachem Begin
- 1984: Der damalige Präsident der Vereinigten Staaten, Ronald Reagan, verlieh Sadat postum die Presidential Medal of Freedom, die höchste zivile Auszeichnung der USA.

## Filme
- Days of Sadat, Originaltitel Ayam El-Sadat, aus dem Jahr 2001. Ein Film aus der Perspektive von Sadat und seiner Frau Jehan. Grundlage des Filmes waren laut Vorspann die jeweiligen Memoiren der beiden. Sadat wird gespielt von Ahmed Zaki, der kurz vorher schon Nasser gespielt hatte.